# Бичурино (Чувашия)
Бичу́рино (чув. Шӗнерпуҫ) — село в Мариинско-Посадском муниципальном округе Чувашской Республики, в 2004–2023 годах являвшееся административным центром Бичуринского сельского поселения. С 2023 года – административный центром Бичуринского территориального отдела. Несмотря на своё название, не является родиной известного российского востоковеда Н. Я. Бичурина.

## География
Село Бичурино расположено в южной части Мариинско-Посадского района в границах землепользований СХПК «Бичуринский» и СХПК «Сюндюковский».

Расстояние до столицы республики, города Чебоксары, составляет 61 км, до районного центра, города Мариинский Посад, — 37 км, до железнодорожной станции — 31 км

## История

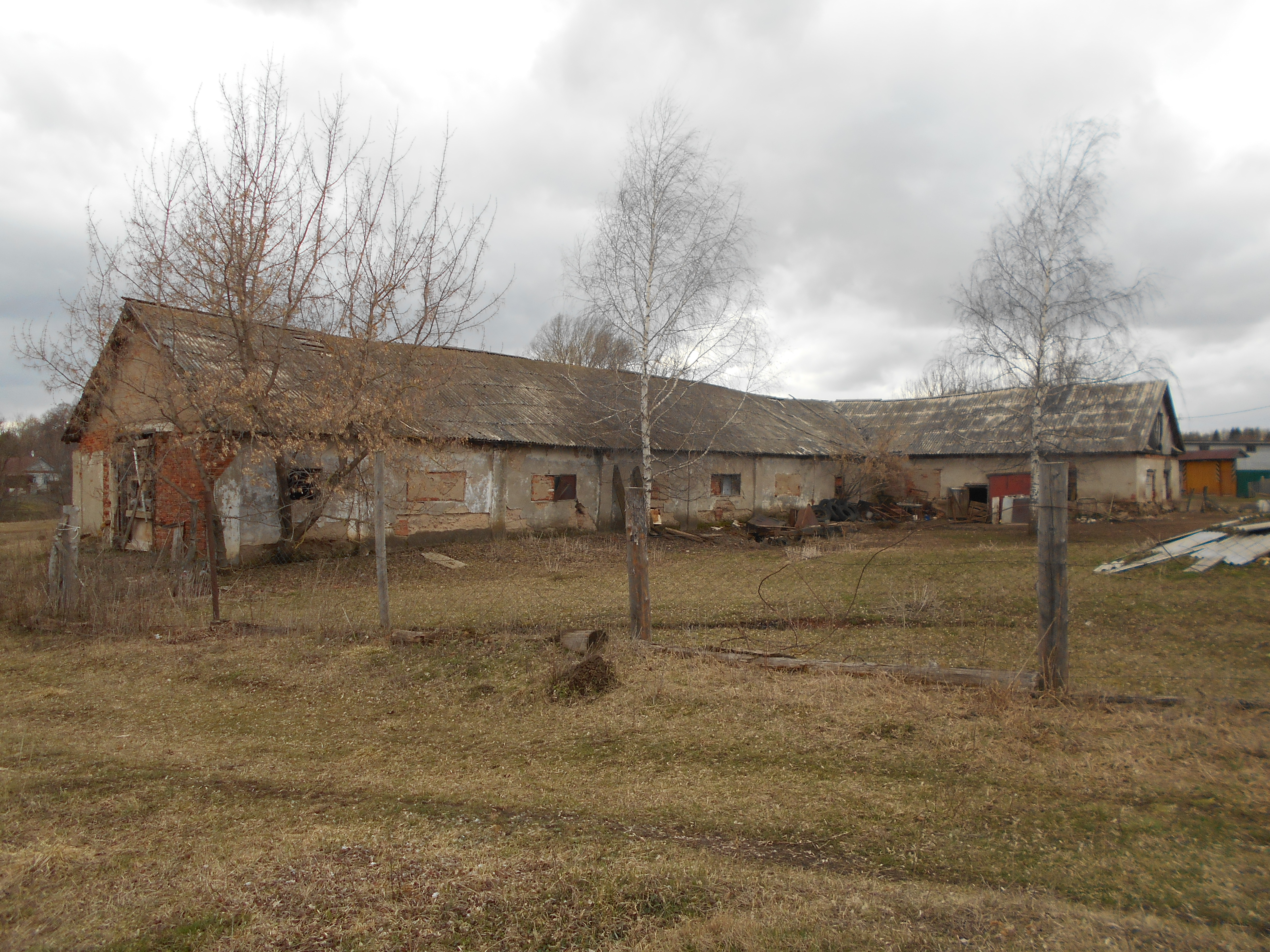
Казармы русских солдат 19 века, деревня Бичурино

Предание об основании села Бичурино содержит фольклорные мотивы об основании села одним из трёх родных братьев Пичурой. Место для поселения было выбрано им вслед за пришедшим сюда быком. По поверьям чувашей, место, где остановился бык, считается счастливым.
В Бичурино прошло детство и юность Никиты Яковлевича Бичурина (отец Иакинф; 1777—1853), иеромонаха, основателя научного востоковедения в России, члена-корреспондента Императорской Санкт-Петербургской академии наук.
На празднование 230-летия со дня рождения Н. Я. Бичурина в октябре 2007 года в Бичурино побывала представительная делегация с составе руководителя Центра сравнительного изучения цивилизаций Восточной Азии Института Дальнего Востока РАН профессора А. Лукьянова, секретаря Международной конфуцианской ассоциации Хуаа Лилян, доктора исторических наук, главного научного сотрудника — заместителя руководителя Центра Сравнительного изучения цивилизаций Восточной Азии Института Дальнего Востока РАН В. Усова, директора Чувашского государственного института гуманитарных наук В. Григорьева, директора филиала СПбГИЭУ в г. Чебоксары А. Никитина, начальника отдела межнациональных и межконфессиональных отношений Министерства культуры, по делам национальностей, информационной политики и архивного дела Чувашской Республики М.Краснова и др.
В Бичурино покоится прах матери Никиты Бичурина Акулины Степановны и его деда Данила Семенова. По предположениям, здесь же в одном из домов села останавливался проездом друг Н. Я. Бичурина Александр Сергеевич Пушкин, с которым он познакомился в Петербурге.
Церкви. Первая деревянная Воскресенская церковь была построена в д. Бичурино в 1740 году (сгорела в 1844 году). Затем на средства прихожан в 1855 году была построена новая церковь (в 1932 разобрана местными комсомольцами).
Школа. 10 декабря 1867 г. в с. Бичурино Воскресенской волости Чебоксарского уезда Казанской губернии было открыто первое двухклассное училище (с шестилетним сроком обучения). В 1883 году в Бичурино прошёл съезд учителей Чебоксарского уезда Казанской губернии. В 1889 году здесь дважды бывал просветитель И. Я. Яковлев.
Хозяйство. Первое в Бичурино коллективное хозяйство «Муравейник» открылось в 1929 году (впоследствии имени Маяковского, а с конца 1953 г. имени Маленкова). В 1986 году создан совхоз « Бичуринский», а в 1991 году преобразован в товарищество с ограниченной ответственностью ТОО «Бичуринское».

## Символика
Герб Бичуринского сельского поселения: в основе герба изображены основатели поселения Пичура и священный бык, а также куст цветка гиацинта (иакинфа).

### Описание флага
Флаг утверждён 16 августа 2007 года и внесён в Государственный геральдический регистр Российской Федерации с присвоением регистрационного номера 3515.

## Население
| 2010 | 2012 |
| ---- | ---- |
| 471  | ↗535 |

По данным отчёта 25 октября 2010 года в Бичурино и других населённых пунктах Бичуринского сельского поселения отмечены следующие показатели:
- Численность постоянного населения (среднегодовая) — всего человек: 1054.
- Число родившихся человек: 10.
- Число умерших человек: 30.
- Естественный прирост человек: −20,00.

В том числе по отдельным населённым пунктам их численность составляет (человек):
с. Бичурино — 504,
д. Второе Чурашево — 142,
д. Итяково — 110,
д. Сюндюково — 405,
д. Чинеры — 14.
По историческим данным (Первой Всероссийской переписи 1895—1897 гг) численность крупнейших поселений около ста лет назад составляла: в д. Бичурино (село Воскресенское) — 546 (рус. и чув.), в д. Сюндюково (Сиче Пюрт) — 723 чел.

## Социально-значимые объекты
На территории Бичуринского сельского поселения зарегистрировано 11 организаций, в том числе в Бичурино:
1. Бичуринская модельная библиотека
2. Бичуринская ООШ (основная общеобразовательная школа)
3. Бичуринский магазин ПО «Октябрьское»
4. Бичуринский фельдшерский пункт
5. Бичуринский Центральный сельский Дом Культуры
6. Бичуринское отделение связи
7. МДОУ детский сад «Родничок»
8. СХПК «Бичуринский» (сельскохозяйственный производственный кооператив)
9. филиал № 4437\051 Цивильского отделения Сбербанка России

## Улицы
В настоящий момент Бичурино состоит из 7 улиц

## Люди, связанные с селом
В Бичурино провели детство и учились в местной школе (тогда ещё средней школе):
- Егоров Василий Георгиевич — доктор филологических наук, заслуженный деятель науки Чувашской Республики
- Александров Павел Александрович — доктор технических наук
- Марков Константин Васильевич — доктор медицинских наук
- Осипов Иван Прокопьевич — доктор биологических наук
- Терентьев Андрей Терентьевич — доктор биологических наук
- Вандюков Дмитрий Федорович — доктор экономических наук
- Альберт Георгиевич Канаш — поэт, публицист